# Posibilismo político
El posibilismo, en política, es una orientación política opuesta al radicalismo, al fundamentalismo o al extremismo al optar por la negociación y el compromiso con los adversarios políticos. Puede aplicarse a todos los movimientos políticos o zonas del espectro político (moderantismo, reformismo, revisionismo, etc.).
Algunos ejemplos:
- Partido Demócrata Posibilista y Partido Republicano Posibilista, de los que fue dirigente Emilio Castelar (Historia del republicanismo español).
- Posibilismo libertario, una corriente del anarquismo.
- Accidentalismo político.

- Datos: Q2032009